# 1698 aux échecs
| Années des échecs : 1695 - 1696 - 1697 - 1698 - 1699 - 1700 - 1701    |
| Décennies des échecs : 1660 - 1670 - 1680 - 1690 - 1700 - 1710 - 1720 |

Cet article présente les faits marquants de l'année 1698 aux échecs.

## Naissances
- Giambattista Lolli[1].